# お菓子の里丹波
お菓子の里丹波（おかしのさとたんば）は、兵庫県丹波篠山市東吹416にある観光施設。

## 概要
お菓子をテーマにした多くの施設が広い敷地内に立ち並び、黒豆を使った地元の特産物、工芸品や展示ギャラリーをはじめ本館の青山ホールなどを併設する。旧･垂水警察署の建物を移築したミオール館（旧･ウィーンの館）は、歴史的価値を有している。

## 館内施設

### 本館
1階の物産館は、篠山の特産物である丹波黒、山の芋、丹波栗、大納言小豆、鳳鳴酒造を始めとする地酒や野菜など地元の特産品などが展示販売されている。レストラン「さくら」が併設される。
2階は展示室となっており、常設の農機具を始めとするさまざまな展示品が見学できるほか、青山ホールがあり多様な用途に利用できる。

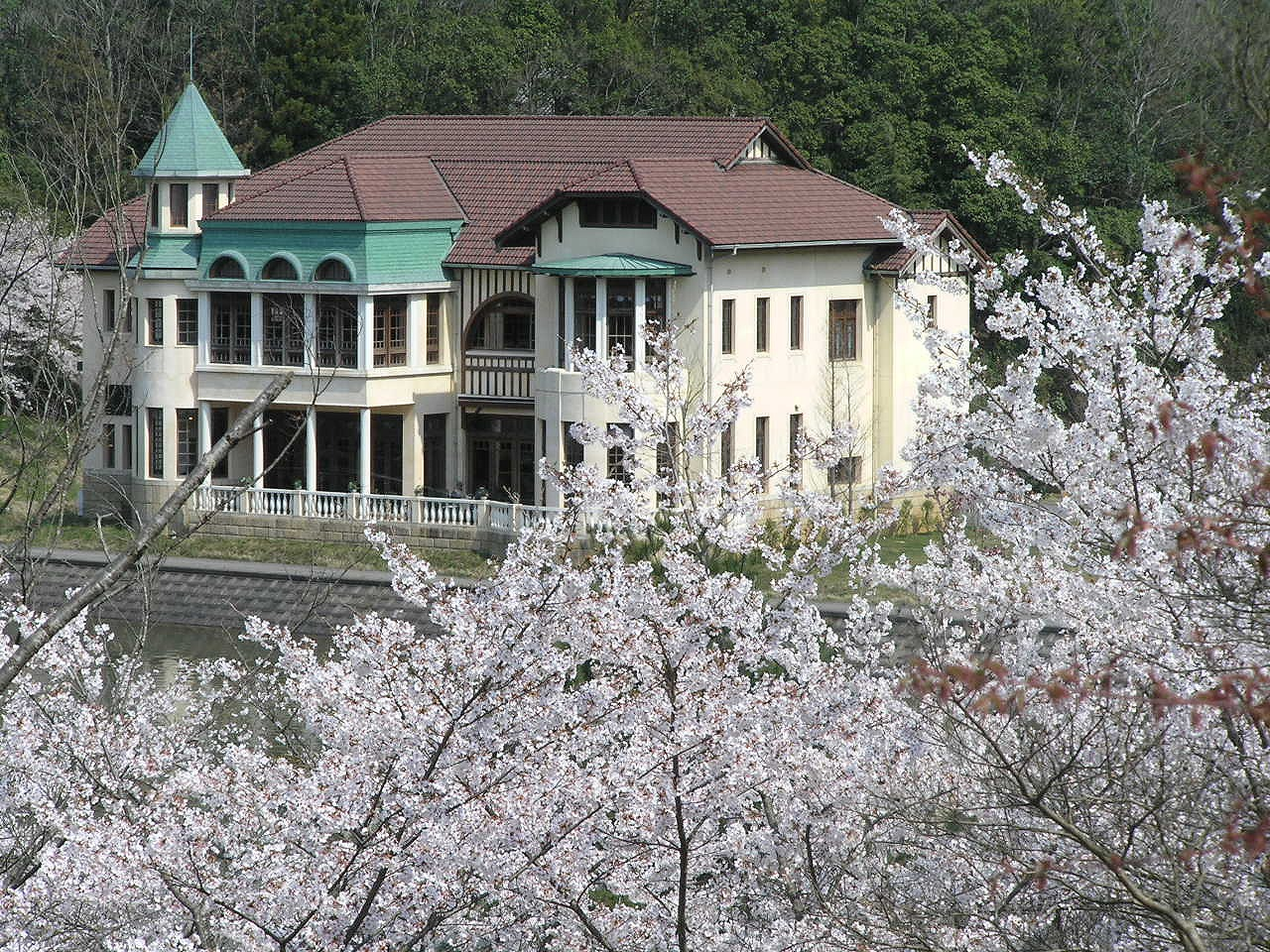
ミオール館（旧・垂水警察）

### ミオール館
神戸の旧・神戸市警垂水署を移築改装した、大正初期の洋館で歴史的価値も高い。
1階は関西を中心に展開する和菓子屋千鳥屋宗家系列の洋菓子部門ミオールの喫茶店となっている。
アンティークカップギャラリーも併設されている。ここにはシカゴ万博に出品されたコールポートをはじめ、ノリタケ、リモージュなどアンティークカップが数多く展示されている。また、2階のコンサートホールは、結婚式や披露宴、パーティーなどにご利用されておりまた本館の歴史などの資料も常時展示されている。

### 薬師山山荘
安政4年（1857年）に建てられた商家を移築したもので、園内を入った右手の小高い山の上にある。このため訪れる人は少ないが、希少価値のある建築物であり閑静な佇まいを保っている

### ドイツの館
ドイツをはじめ、ベルギーなどヨーロッパ各地の各種ビールのほかドイツソーセージのほか、レンガ造りの石窯で焼かれたピザ、黒豆パンなどが販売されるほか、手作りパン教室も開催されている。

### 萱葺きの家

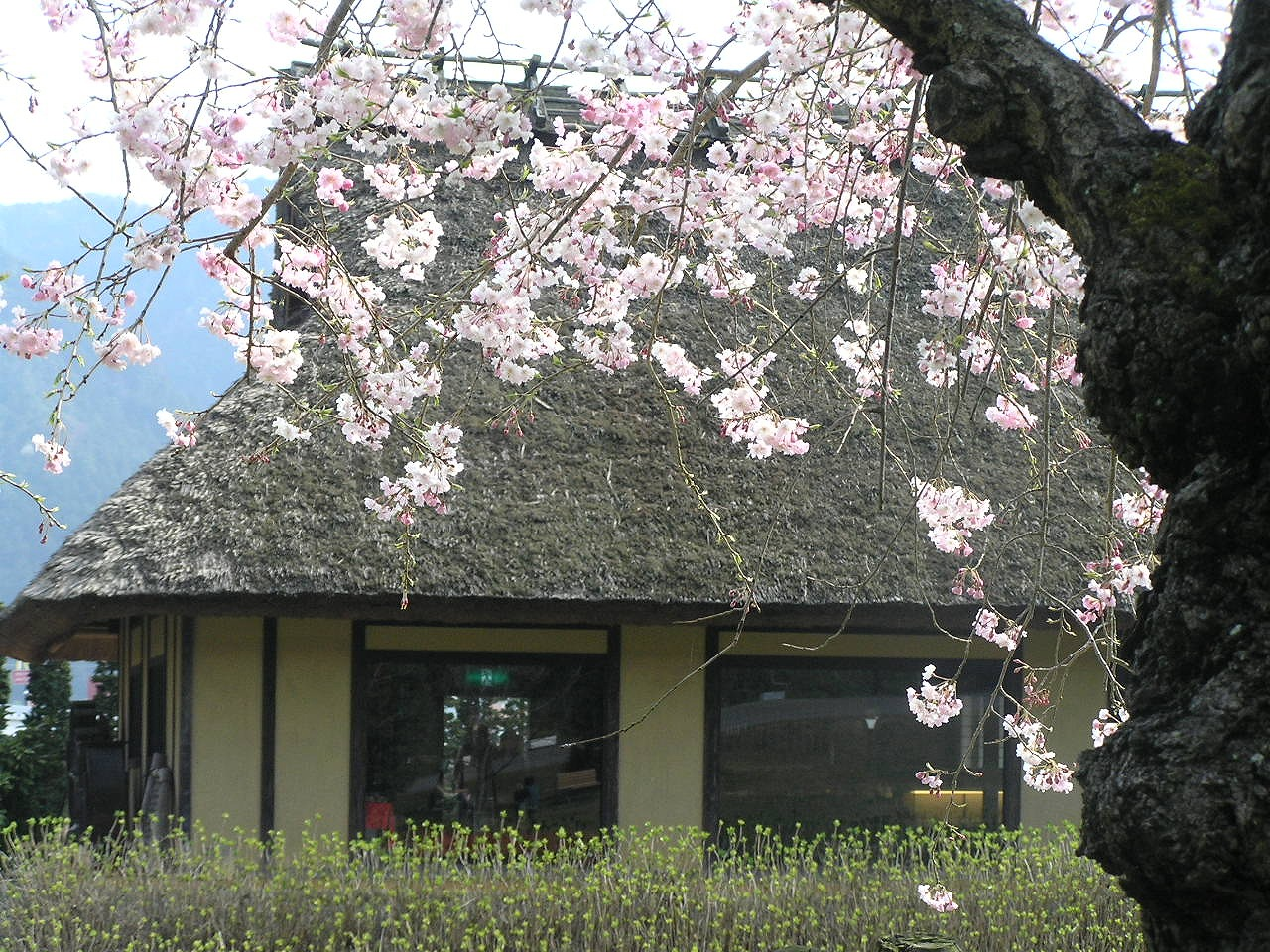
萱葺きの家

嘉永7年（1854年）に建造の古民家を移築した茅葺きの家で中では和菓子や日本茶などを賞味できる。かまどや囲炉裏も見られる。

## 営業時間
- 10:00～18:00（園内への入場は17:00まで）年中無休。

冬季は本館17:00まで。庭園（ミオール館、ドイツ館）は16:30まで。
- 入園料 現在は、入園料無料。

## 交通アクセス
鉄道：JR福知山線 篠山口駅からウイング神姫（旧神姫グリーンバス）「宇土観音」下車徒歩4分、または駅からタクシーで約5分。
自動車：舞鶴若狭自動車道 丹南篠山口I.Cより約5分。
参考 